# Élections législatives omanaises de 2023
Les élections législatives omanaises de 2023 ont lieu le 29 octobre 2023 afin de renouveler les membres du Conseil consultatif du sultanat d'Oman. 
L'ensemble des candidats sont indépendants, les partis politiques étant interdits dans le pays. Le scrutin aboutit à un fort renouvellement du Conseil, les deux tiers des élus n'étant pas membres du conseil sortant.

## Contexte
Le sultanat d'Oman est une monarchie absolue. Les citoyens élisent un Conseil consultatif dont les pouvoirs législatifs sont limités. Les partis politiques sont quant à eux interdits. 
Les élections de 2023 sont les premières depuis la mort en 2020 du sultan Qabus ibn Saïd, au pouvoir depuis 1970. Son cousin Haïtham ben Tariq lui succède selon les dernières volonté du souverain. Il donne par la suite un caractère héréditaire à la monarchie, la succession du sultan devant désormais se faire par son fils aîné.
Pour la première fois dans l'histoire du pays, le vote électronique est autorisé. Les citoyens de la diaspora votent le 22 octobre, une semaine plus tôt que le reste du pays.

## Mode de scrutin
Le Conseil consultatif est composé de 90 sièges pourvus tous les quatre ans au scrutin majoritaire à un tour dans 61 circonscriptions correspondants aux wilayas du pays et dotées d'un ou deux sièges en fonction de leurs populations. Celles de plus de 30 000 habitants sont ainsi dotées de deux sièges, tandis que celles en comportant moins n'en sont dotées que d'un, soit respectivement 25 circonscriptions binominales et 36 uninominales. Dans chacune d'elles, le candidat ou les deux candidats arrivés en tête sont déclarés élus. Le total de sièges suit l'augmentation de la population du pays. Il passe ainsi de 85 en 2015 à 86 pour les précédentes élections en 2019, puis 90 en 2023,.
Les partis politiques étant interdits au sultanat d'Oman, l'ensemble des candidats se présentent en indépendant. Le droit de vote s'acquiert à 21 ans, tandis que les candidats doivent être âgés d'au moins 30 ans.

## Résultats
|                           |                          |         |       |        |     |  |  |  |  |
| Parti                     | Parti                    | Voix    | %     | Sièges | +/- |  |  |  |  |
|                           | Indépendants             |         | 100   | 90     | 4   |  |  |  |  |
|                           |                          |         |       |        |     |  |  |  |  |
| Suffrages exprimés        |                          |         |       |        |     |  |  |  |  |
| Votes blancs et invalides |                          |         |       |        |     |  |  |  |  |
| Total                     | Total                    | 496 279 | 100   | 90     | 4   |  |  |  |  |
| Abstentions               | Abstentions              | 256 981 | 44,12 |        |     |  |  |  |  |
| Inscrits / participation  | Inscrits / participation | 753 260 | 65,88 |        |     |  |  |  |  |

## Analyse
Le scrutin connait une hausse notable de la participation, qui passe de 49 à près de 66 % des inscrits. Il aboutit également à un fort renouvellement du Conseil, les deux tiers des élus n'étant pas membres du conseil sortant. Sur les 843 candidats en lice, aucune des 32 femmes ne parvient à être élue, contre 2 en 2019,. Ce résultat remarqué amène le sultan Haïtham ben Tariq à nommer 18 femmes lors du renouvellement le 2 novembre des 86 membres du Conseil d'État, la chambre haute du parlement.